# Carsten Haitzler

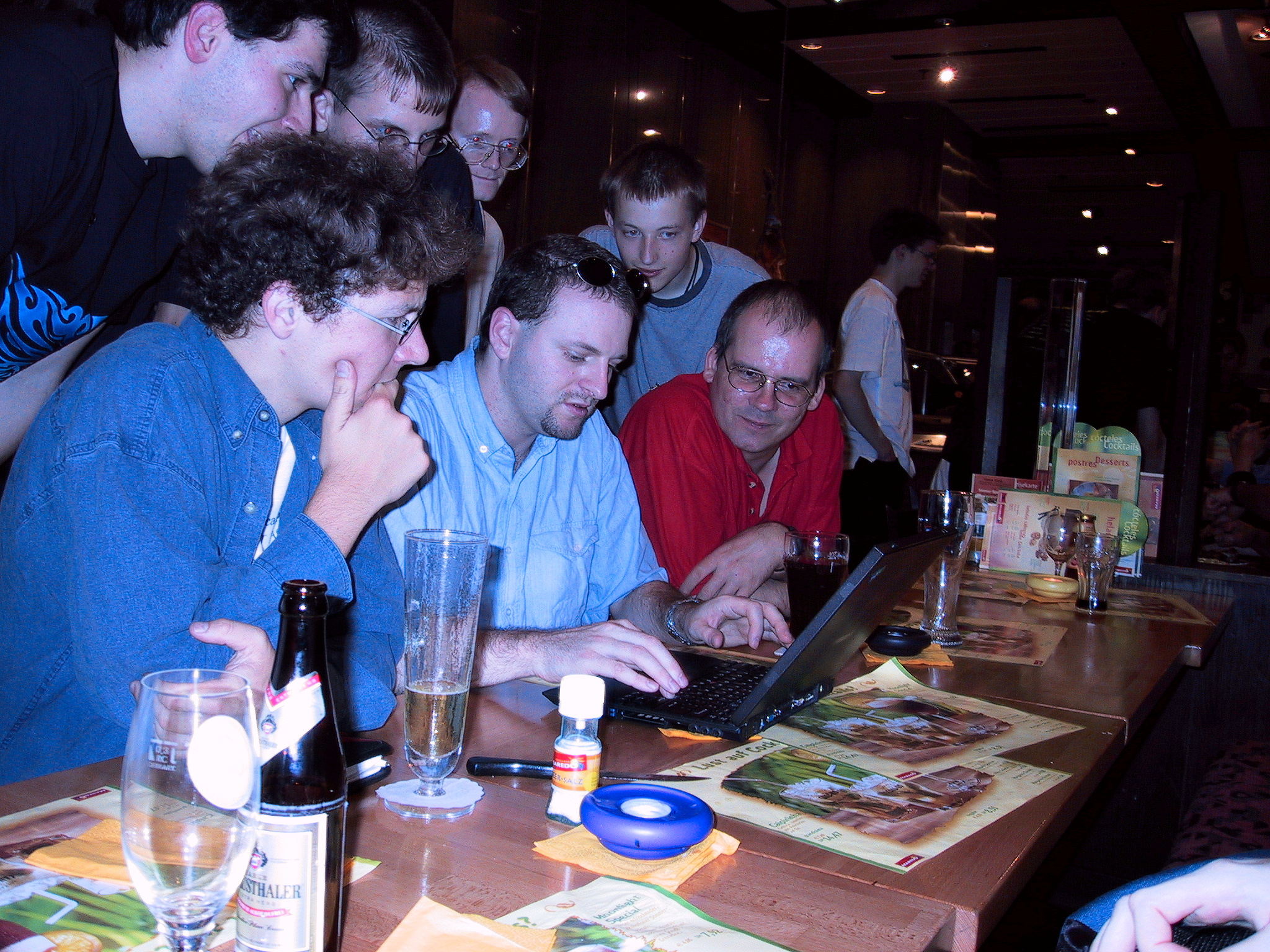
Carsten Haitzler am Laptop (2001)

Carsten Haitzler (* 29. November 1975 in Abeokuta, Nigeria) ist ein australisch-deutscher Softwareentwickler und der Initiator des Enlightenment-Projektes. Er studierte an der University of New South Wales, wo er 1997 den Bachelor of Science (Computer Science) erhielt. Zurzeit ist er Mitarbeiter der Firma ARM Limited und lebt in Cambridge.

## Tätigkeiten
Unter dem Spitznamen Rasterman stellte er 1997 den Enlightenment X-Window Manager für Unix/Linux als Hack des Window Managers FVWM vor. Carsten Haitzler gilt als Benevolent Dictator for Life (BDFL, dt. wohlwollender Diktator auf Lebenszeit) des Projekts.
Carsten Haitzler hat mit der Arbeit am Enlightenment Projekt zwei Bibliotheken geschaffen, die auch in anderen Projekten eingesetzt werden bzw. wurden. Diese Bibliotheken sind die Grafikbibliothek Imlib, deren Nachfolger Imlib2 und der integrierte Soundserver Enlightened Sound Daemon, welche unter anderem im GNOME-Projekt eingesetzt wurden.
Im Jahr 2002 begann er mit der Neuentwicklung des Fenstermanagers und schuf damit ein komplettes Framework (EFL – Enlightenment Foundation Library), welches ähnlich dem GTK- und dem Qt-Framework für die Fenster- und Desktopdarstellung als auch für die Widgets (Fensterelemente) eingesetzt werden kann. Zudem wird derzeit eine Mono-Anbindung geschaffen.
Des Weiteren hat er an einigen kleineren Projekten mitgearbeitet. Zum Beispiel an einem XFree86-Konfigurationsprogramm oder an der Memprof-Anwendung.

## Auszeichnungen
Im August 1999 wurde Carsten Haitzler vom amerikanischen Linux-Magazin in die Liste der 50 wichtigsten Programmierer im Bereich Linux/Open Source aufgenommen.